# Sabine Bernardi
Sabine Bernardi (* 1974 in München) ist eine deutsche Filmregisseurin und Drehbuchautorin.

## Leben
Sabine Bernardi wuchs in München und Bozen auf, bevor sie im Jahr 2002 ihr Studium der Filmregie an der Internationalen Filmschule Köln begann.
Das Treatment zu ihrem Erstlingsfilm Romeos erhielt 2007 den Drehbuchpreis KölnFilm, bevor der Film 2011 seine Weltpremiere im Panorama der Berlinale feierte. 2016 erhielt die VOX-Serie Club der roten Bänder u. a. den Deutschen Fernsehpreis und den Grimme-Preis.
Bernardi ist Mitglied im Bundesverband Regie (BVR).

## Filmografie
- 2005: Transfamily
- 2011: Romeos
- 2013–2015: Herzensbrecher – Vater von vier Söhnen
- seit 2014: Bettys Diagnose
- seit 2015: Club der roten Bänder
- 2017: Tatort: Böser Boden
- 2019: Ein Ferienhaus auf Teneriffa
- 2019: Kommissarin Lucas – Tote Erde
- 2020: Kommissarin Lucas – Die Unsichtbaren
- 2020: Ku’damm 63
- 2020: Auf dünnem Eis
- 2023: Tatort: Love is Pain
- 2024: Großstadtförsterin – Berliner Besonderheiten